# Richard Rogers
Richard Rogers (Florence, 23 juli 1933 – Londen, 18 december 2021) was een Brits architect. Hij studeerde op de prestigieuze Architectural Association School of Architecture in Londen, en daarna haalde hij een master op de Yale-universiteit (1962). In 1971 startte hij samen met Renzo Piano het bedrijf Piano & Rogers, dat het Centre Pompidou in Parijs ontwierp.

## Biografie

### Begin van zijn loopbaan
Rogers werd geboren in Florence in 1933 en studeerde aan de Architectural Association School of Architecture in Londen. Hij studeerde in 1962 af met een masterdiploma aan de Yale-universiteit. Tijdens zijn studie daar ontmoette Rogers zijn medestudent Norman Foster. Op de terugweg naar Engeland zetten zij samen een architectenbureau op met hun respectievelijke echtgenotes, Su Brumwell en Wendy Cheeseman. Zo bouwden ze een bloeiende reputatie op met architectuur die later door de media hightech architectuur genoemd werd.
In 1967 scheidden de wegen van Rogers en Foster, maar Rogers bleef samenwerken met Su Rogers, met John Young en Laurie Abbott. Begin 1968 kreeg hij de opdracht om een huis en studio te ontwerpen voor Humphrey Spender in de buurt van Maldon, Essex. Zijn plannen: een glazen kubus omlijst met I-balken. Hij bleef zijn ideeën van prefabricage en structurele eenvoud gebruiken om een Wimbledon-huis voor zijn ouders te ontwikkelen. Dit was gebaseerd op de ideeën van zijn conceptuele 'Zip-Up' huis, om energie efficiënte gebouwen te maken.
Rogers bundelde vervolgens zijn krachten met de Italiaanse architect Renzo Piano, een partnerschap dat zijn vruchten afwierp. Zijn carrière maakte een sprong vooruit toen hij, samen met Piano, de ontwerpwedstrijd voor het Centre Pompidou won in juli 1971, samen met een team van Ove Arup & Partners met daarin onder anderen de Ierse ingenieur Peter Rice.
Dit gebouw bevestigde Rogers' handelsmerk van het tonen van de meeste van de diensten van het gebouw (water, verwarming en ventilatiekanalen, en trappen) aan de buitenkant, waardoor de interne ruimtes overzichtelijk en open zijn voor bezoekers tijdens tentoonstellingen. Deze stijl, door sommige critici het "Bowellisme" genoemd, was niet overal populair op het moment dat het centrum geopend werd in 1977, maar vandaag is het Centre Pompidou een alom bekende bezienswaardigheid in Parijs. Rogers vermengde deze inside-outstijl met zijn ontwerp voor het Londense Lloyd's building, voltooid in 1986 - een ander controversieel ontwerp dat sindsdien uitgegroeid is tot een bekende en opvallende mijlpaal in de architectuur.

### Latere carrière
Rogers heeft veel van zijn latere carrière besteed aan bredere kwesties rond architectuur, stedenbouw, duurzaamheid en de manieren waarop steden worden gebruikt. Zijn ideeën waren onder andere te zien in een tentoonstelling in de Royal Academy in 1986, getiteld "Londen als het zou kunnen", waarin ook het werk van James Stirling en ex-partner Norman Foster te zien was.
In 1998 richtte hij de Urban Task Force op, op uitnodiging van de Britse regering, om te helpen de oorzaken van stedelijk verval te identificeren en een visie op veiligheid, vitaliteit en schoonheid voor Groot-Brittannië te vormen. Rogers diende een aantal jaren als voorzitter van het Greater London Authority-panel voor Architectuur en Stedenbouw. Hij stapte uit deze post in 2009. Hij is voorzitter geweest van de Raad van Toezicht van de Stichting voor Architectuur. Van 2001 tot 2008 was hij senior-adviseur voor architectuur en stedenbouw van de toenmalige burgemeester van Londen Ken Livingstone. Hij werd vervolgens door de nieuwe burgemeester Boris Johnson in 2008 gevraagd om zijn rol als adviseur voort te zetten. Hij stapte uit deze post in oktober 2009. Rogers heeft ook gediend als adviseur van de burgemeester van Barcelona op het gebied van stedenbouw.
Te midden van deze nevenactiviteiten bleef Rogers controversieel en iconisch te werk gaan. Misschien wel de bekendste van zijn ontwerpen, de Millennium Dome, werd ontworpen door Rogers’ bureau, samen met het ingenieursbureau Buro Happold en werd voltooid in 1999. Het was onderwerp van felle politieke en publieke debatten over de kosten en de inhoud van de permanente tentoonstelling die er te zien zou zijn, hoewel het gebouw zelf slechts € 43 miljoen kostte.
In mei 2006 werd Rogers gekozen als de architect van Toren 3 van het nieuwe World Trade Center in New York, ter vervanging van het oude World Trade Center dat vernietigd werd in de aanslagen van 11 september 2001.

### APJP
In februari 2006 was Rogers te gast op de eerste vergadering van de campagneorganisatie Architecten en Planners van Justitie in Palestina (APJP) in Londen. Op dat moment was zijn bureau van een aantal projecten in New York verzekerd, inbegrepen de herontwikkeling van de Silvercup Studios en een opdracht voor een 1,7 miljard dollar kostende uitbreiding van het Jacob K. Javits Convention Center in Manhattan.
Rogers besloot echter niet met APJP in zee te gaan naar aanleiding van pro-Israëlische kiezers en politici uit New York, die hem bedreigd hadden met het verlies van de prestigieuze opdrachten, met inbegrip van projecten in New York en in het buitenland. Hij kondigde zijn terugtrekking aan met de stelling: "Ik neem ondubbelzinnig afstand van Architecten en Planners van Justitie in Palestina en heb me ontdaan van enig contact en verdere relatie."

### Privéleven
Rogers is tweemaal getrouwd geweest en kreeg vijf kinderen. Zijn tweede echtgenote, Ruth Rogers, drijft sinds 1987 het vermaarde restaurant The River Cafe in Londen, dat door haar man werd verbouwd en ingericht in een pand op de noordoever van de Thames.
In december 2021 overleed Rogers op 88-jarige leeftijd.

## Werken

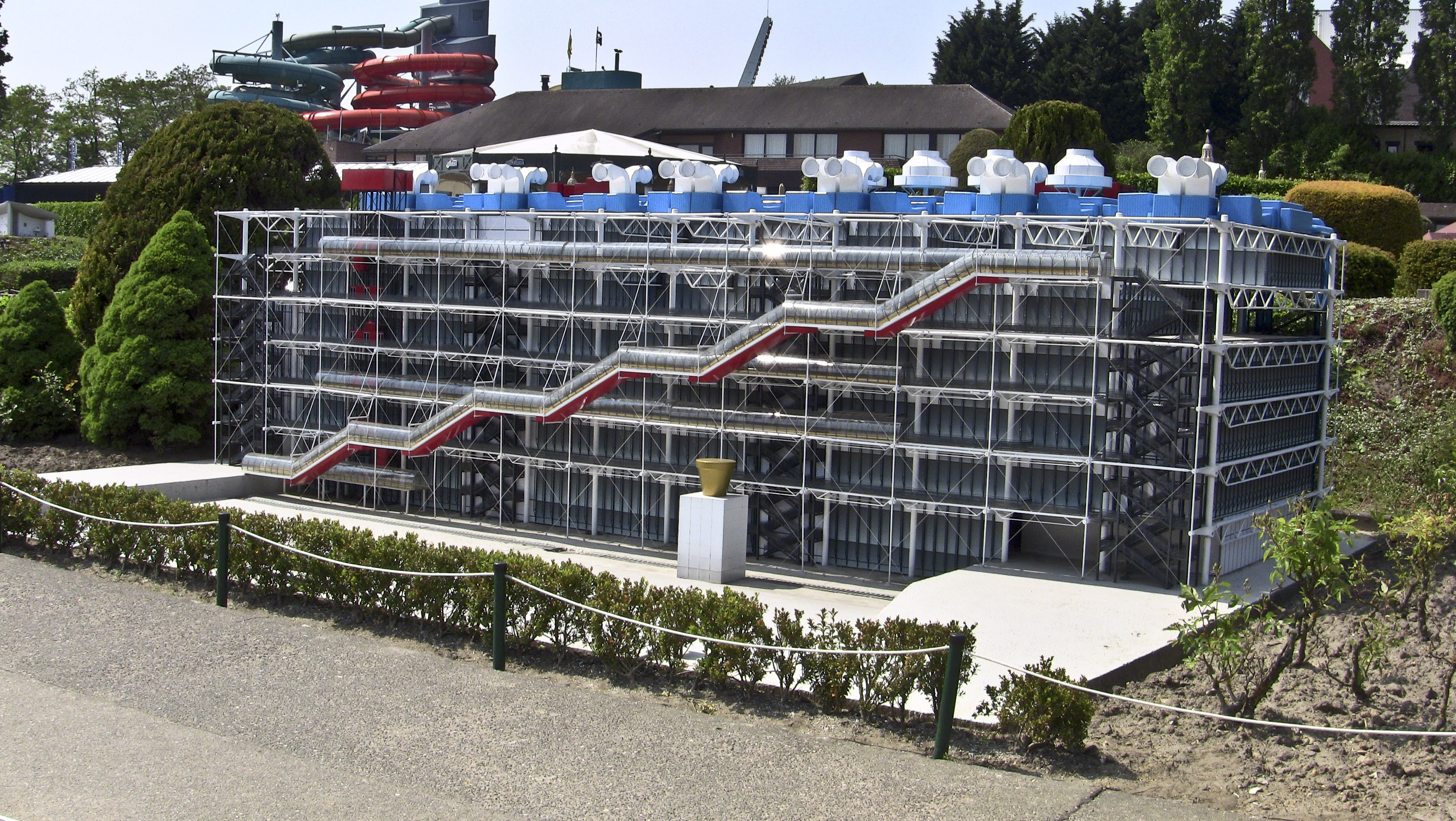
Model van Centre Pompidou in Mini-Europe

Een aantal van zijn bekende werken zijn:
- Centre Pompidou in Parijs - samen met Renzo Piano (1972–1978)
- The Lloyd's building, Londen (1979–1984)
- Europees Hof voor de Rechten van de Mens, Straatsburg (1984)
- De Millennium Dome in Londen (1999)
- Aeropuerto Adolfo Suárez Madrid-Barajas Terminal 4, Madrid (2005)
- De Senedd, het parlementsgebouw van Wales, Cardiff (2006)
- Het nieuwe Antwerpse gerechtsgebouw, ook wel vlinderpaleis genoemd (2006)
- Het Protos-wijnhuis in Peñafiel, Ribera el Duero, Spanje (2008)

## Eerbetoon
Rogers werd in 1981 tot ridder geslagen door koningin Elizabeth II. Hij werd in 1966 baron Rogers van Riverside. Hij zit als Labour-peer in het House of Lords. Rogers werd ook lid in de Orde van de Metgezellen van Eer in 2008.
Rogers werd bekroond met de RIBA Royal Gold Medal in 1985 en werd een Chevalier in L'Ordre National de la Legion d'honneur in 1986. Hij ontving een Gouden Leeuw voor Lifetime Achievement. In 2006 werd Richard Rogers Partnership bekroond met de Stirling Prize voor Terminal 4 van de Aeropuerto Adolfo Suárez Madrid-Barajas, en opnieuw in 2009 voor Maggie's Centre in Londen. In 2007 werd hij laureaat van de Pritzker Architecture Prize. In datzelfde jaar werd aan hem de Minerva Medal uitgereikt door de Chartered Society of Designers. In 2019 koos het American Institute of Architects Rogers als laureaat van de AIA Gold Medal.
Rogers is bekroond met eredoctoraten van verschillende universiteiten, waaronder de Alfonso X El Sabio Universiteit in Madrid, Oxford Brookes University, de Universiteit van Kent, de Tsjechische Technische Universiteit in Praag en The Open University.

## Galerie

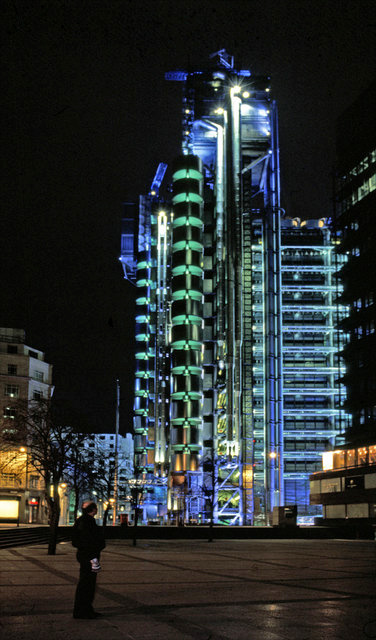
Lloyds building, Londen
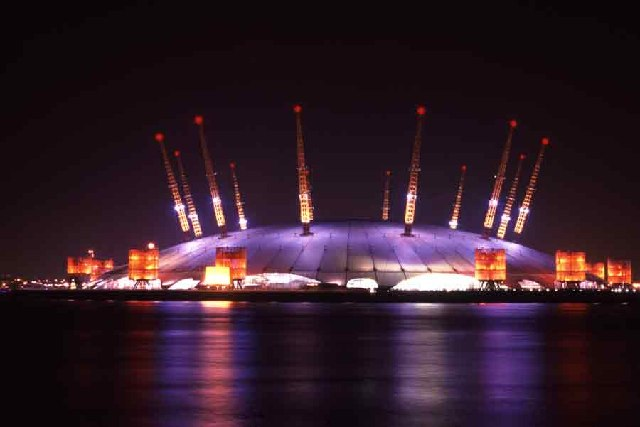
Millennium dome, Londen
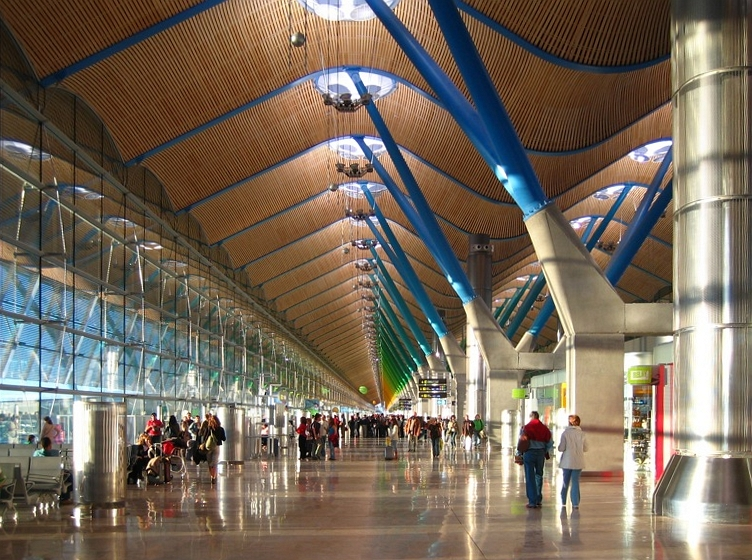
Terminal 4, vliegveld Madrid-Barajas
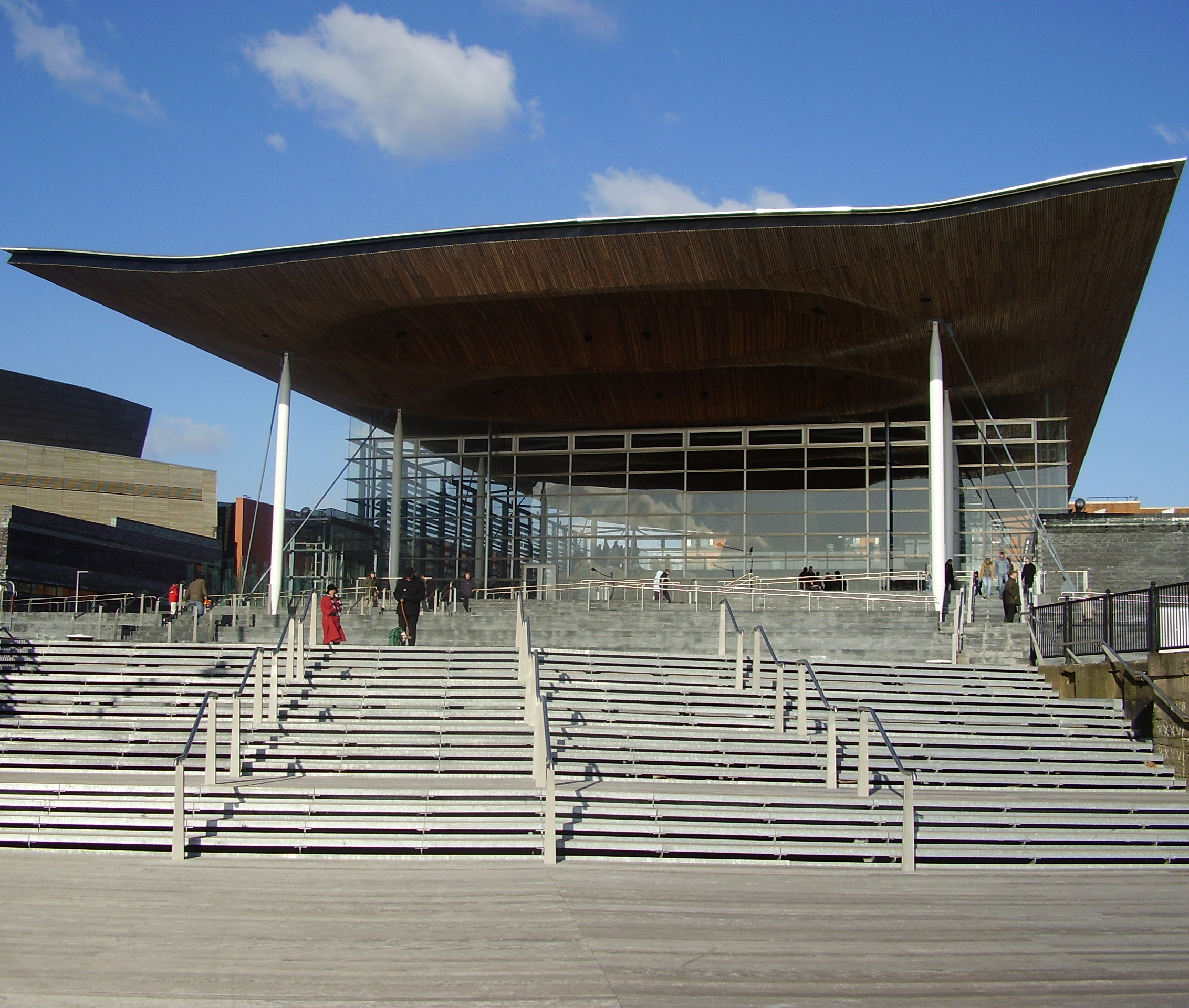
De Senedd, het parlementsgebouw van Wales, Cardiff
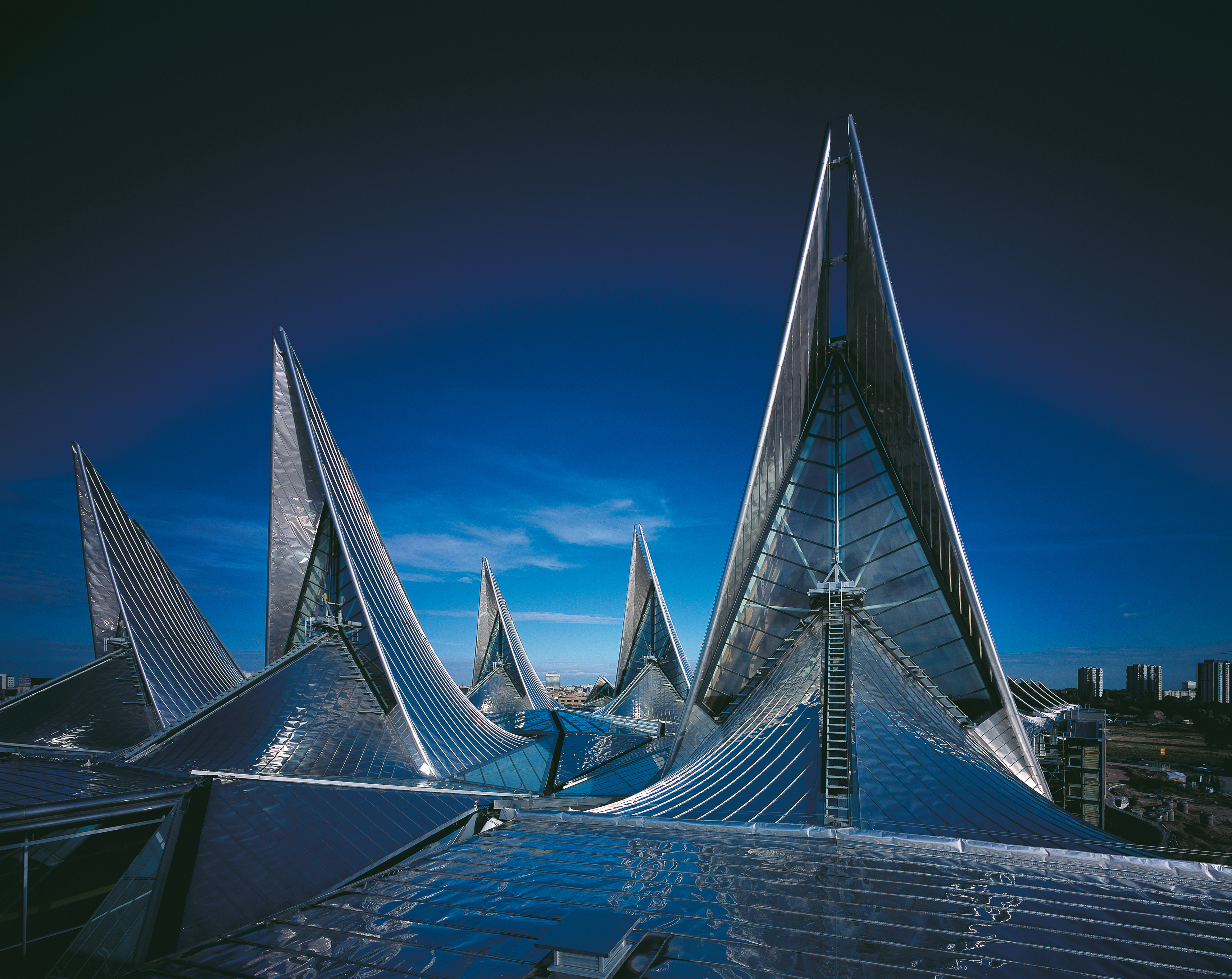
Gerechtsgebouw (vlinderpaleis), Antwerpen

- Bibsys: 90103182
- Biblioteca Nacional de España: XX1411000
- Bibliothèque nationale de France: cb120704736 (data)
- Catàleg d'autoritats de noms i títols de Catalunya: 981058530298306706
- CiNii: DA03141552
- Gemeinsame Normdatei: 118897888
- International Standard Name Identifier: 0000 0001 2143 2222
- Library of Congress Control Number: n78021296
- Nationale Bibliotheek van Letland: 000082493
- Bibliotheek van het Japanse parlement: 00881855
- Nationale Bibliotheek van Tsjechië: jx20090615014
- Nationale bibliotheek van Australië: 35944265
- Nationale Bibliotheek van Israël: 987007447316005171
- Nationale Bibliotheek van Polen: a0000003344505
- Nationale en Universitaire bibliotheek Zagreb: 000489073
- Nederlandse Thesaurus van Auteursnamen: 071904735
- Réseau des bibliothèques de Suisse occidentale: 02-A016952094
- RKD-Nederlands Instituut voor Kunstgeschiedenis: 218139
- Istituto Centrale per il Catalogo Unico: VEAV005828
- SNAC: w6r79690
- Système universitaire de documentation: 028982347
- Trove: 1157276
- Union List of Artist Names: 500011278
- Virtual International Authority File: 90597250
- WorldCat: E39PBJvmKkWDVXQyDfcH8tt3Qq